# Zrenjanin
Zrenjanin (cyr. Зрењанин, hist. Veliki Bečkerek – Велики Бечкерек, w latach 1935–1946 Petrovgrad – Петровград, węg. Nagybecskerek) – miasto w północno-wschodniej Serbii, w Wojwodinie, stolica okręgu środkowobanackiego, siedziba miasta Zrenjanin. W 2011 roku liczyło 76 511 mieszkańców.
Zrenjanin słynie z letniego pałacu Marii Antoniny, który można podziwiać na znajdującym się w centrum miasta rynku.
Nazwa miasta pochodzi od nazwiska Žarko Zrenjanina.
W mieście znajduje się cerkiew Zaśnięcia Najświętszej Marii Panny. Zrenjanin jest również siedzibą rzymskokatolickiej diecezji, skupiającej przeważnie wiernych narodowości węgierskiej.
Wydział Techniczny im. Michajla Pupina Uniwersytetu w Nowym Sadzie znajduje się w Zrenjaninie.
W mieście rozwinął się przemysł spożywczy, maszynowy, stoczniowy, włókienniczy, chemiczny, ceramiczny, skórzany oraz meblarski.